# Фараль, Эдмон
Эдмон Фараль (фр. Edmont Faral; 18 марта 1882, Медеа, Алжир — 8 февраля 1958, Париж) — французский историк, медиевист, искусствовед, лингвист, профессор латинской литературы в Коллеж де Франс. Доктор искусствоведения (1910). Член Академии надписей и изящной словесности.

## Биография
Окончил Высшую нормальную школу в Париже. В 1920 году — преподаватель средневековой литературы в Высшей практической школе.
В 1924 году назначен профессором средневековой латинской литературы в Коллеж де Франс, директором которой он был с 1937 по 1955 год. В 1936 году Э. Фараль был избран членом Академии надписей и художественной литературы .

## Научная деятельность
Защитил докторскую диссертацию на тему о менестрелях. Специалист по романским литературам Эрнст Курциус утверждает, что Э. Фараль был первым, кто признал влияние средневековой латинской поэзии и риторики на древне-французскую поэзию.
Историк литературы, лингвист, занимался исследованиями средневекового периода. Ему приписывают ряд изданий и переводов средневековых текстов, в том числе «Le Roman de Troie» в прозе (1922), «La Légende arthurienne» (1929), издание полного собрания сочинений Рютбёфа, литературные исследования «Песни о Роланде» (1934) и «Искусство поэзии в двенадцатом и тринадцатом веках», а также исследования повседневной жизни в эпоху Людовика Святого (1956).

## Избранная библиография
- Les Jongleurs en France au Moyen-Âge (1910)
- Mimes français du XIIIe siècle (1910)
- Courtois d’Arras : jeu du XIIIe siècle (1911)
- Recherches sur les Sources Latines des Contes et Romans Courtois du Moyen-Âge (1913)
- Gautier D’aupais. Poème Courtois du XIIIème siècle (1919)
- Le Roman de Troie en prose (1922) editor with L. Constans
- La légende arthurienne. Études et documents. Les plus anciens textes (1929)
- La Chanson de Roland (1932)
- Les Arts poétiques du XIIe et du XIIIe siècle
- Vie quotidienne au temps de Saint Louis (1938)
- Textes relatifs à la civilisation matérielle et morale des temps modernes (1938)
- Petite grammaire de l’ancien francais, XIIe-XIIIe siècles (1941)
- Onze poèmes de Rutebeuf concernant la croisade (1946) editor with J. Bastin,
- De Babione (Poème comique du XIIème siècle) (1948)
- Jean Buridan. Notes sur les manuscrits, les éditions et le contenu de ses ouvrages, " Archives d’Histoire Doctrinale et Littéraire du Moyen-Âge 15: 1-53 (1946)
- "Jean Buridan: Maître és arts de l’Université de Paris, " Histoire Littéraire de la France 28 (1949)
- Guillaume de Digulleville, moine de Châalis (1952)
- Les arts poétiques du XIIème et du XIII siècles. Recherches et documents sur la technique littéraire du Moyen Age (1958)
- Oeuvres complètes de Rutebeuf (1959-60)

В России опубликована его книга «Повседневная жизнь в эпоху Людовика Святого» (2014).

## Награды
- Кавалер большого креста Ордена Почётного легиона